# تیم ملی بسکتبال استونی
تیم ملی بسکتبال استونی،نماینده استونی در مسابقات بین‌المللی بسکتبال است.این تیم توسط فدراسیون بسکتبال استونی اداره می شود.

## تاریخچه

### سالهای اولیه(۱۹۳۰)
استونی در ۲۳ نوامبر سال ۱۹۳۴به فدراسیون بین‌المللی بسکتبال پیوست. به مربیگری هربرت نیلر ، استونی برای اولین بار در المپیک تابستانی ۱۹۳۶ که در برلین برگزار شد ، اولین دوره مسابقات المپیکی بود که بسکتبال به عنوان یک رویداد رسمی حضور داشت. استونی در بازی افتتاحیه این مسابقات بازی کرد و از فرانسه ۳۴ بر ۲۹ شکست خورد. استونی بازی برگشت مرحله دوم خود را با نتیجه ۲۸ بر ۵۲ به ایالات متحده واگذار کرد ، در مرحله سوم با فیلیپین روبرو شد و ۲۲-۳۹ شکست خورد.

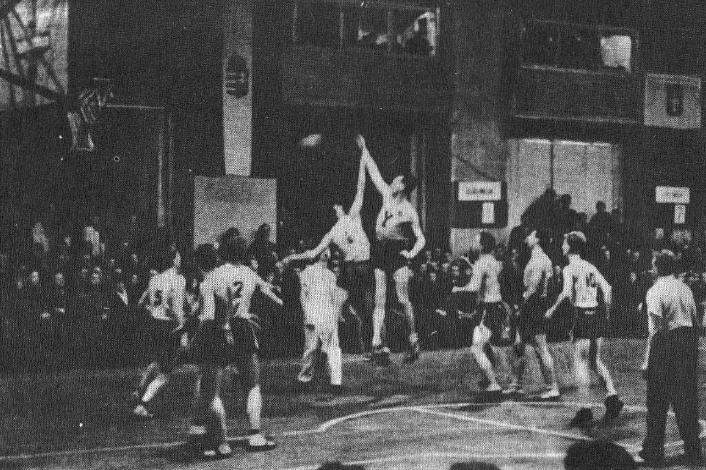
بازی بین استونی و لیتوانی در قهرمانی اروپا ۱۹۳۷